# Scarabée du taro
Les scarabées du taro sont des espèces d'insectes coléoptères des genres Papuana  et Eupidocaulus (famille des Scarabaeidae), qui infestent les cultures de taro (Colocasia esculenta). Ces insectes sont originaires d'Asie du Sud-Est et d'Océanie. Ils appartiennent principalement, pour ceux qui ont une importance économique,   aux espèces suivantes, :
- Papuana armicollis Fairmaire,
- Papuana cheesmanae Arrow,
- Papuana biroi Endrödi,
- Papuana huebneri Fairmaire,
- Papuana inermis Prell,
- Papuana szentivanyi Endrödi,
- Papuana tridentipes,
- Papuana trinodosa Prell,
- Papuana uninodis Prell,
- Papuana woodlarkiana Montrouzier,
- Eucopidocaulus tridentipes Arrow.

Ce sont des insectes qui au stade adulte sont noirs brillant et mesurent 15 à 20 mm de long. Ils présentent une ou plusieurs cornes sur la tête.
Les scarabées du taro peuvent causer des dégâts importants aux cultures de taro. Les insectes adultes creusent des galeries dans les cormes dont ils se nourrissent. Il en résulte au minimum une dégradation de la valeur commerciale de ces cormes et en cas d'infestation importante la destruction totale des plantes, notamment quand le point végétatif est atteint. Ces galeries sont aussi un point d'entrée d'infections fongiques qui peuvent aggraver les dégâts.
Ces insectes ont un cycle de vie qui se déroule sur deux types de plantes-hôtes, principales et secondaires. Les hôtes principaux, attaqués par les adultes, sont principalement le taro, mais aussi d'autres Araceae, comme le « tannia » (Xanthosoma sagittifolium), et diverses plantes cultivées (canne à sucre, bananier, patate douce, igname, etc.), et les hôtes secondaires sur lesquels se développent les larves. les hôtes secondaires sont surtout des graminées, comme Sorghum verticilliflorum, Pennisetum purpureum, Imperata cylindrica et Phragmites karka. Cette multiplicité des plantes-hôtes rend les scarabées du taro encore plus destructeurs et la lutte contre ces insectes est d'autant plus difficile.
Les scarabées du taro ont été signalés notamment aux Fidji, à Kiribati, en Nouvelle-Calédonie, en Papouasie-Nouvelle-Guinée, dans les Îles Salomon et à Vanuatu. Ils sont absents en Polynésie française où leur importation, y compris le transit, ainsi que celle des végétaux et produits végétaux susceptibles de les véhiculer, est interdite.